# Torbernita
La torbernita es un mineral de la clase 8 (uranilfosfatos) según la clasificación de Strunz. Es un mineral secundario, que se forma como producto de la alteración de la uraninita, también de otros minerales contenentes uranio, siempre en pequeña percentual. Puede ser verde oliva o verde amarillo lima, cristales pueden ser: cúbicos, tabulares, masas foliadas parecidas a la mica.
La torbernita puede contener también otros minerales no radioactivos como el hierro, y se encuentra en minas o depósitos de uranio. Si se deshidrata se convierte en metatorbernita.
Es un mineral secundario del uranio, se puede encontrar en piedra de granito, arenisca y en minas de cobre.
La torbernita se asocia con la autunita.
Es fácil encontrar torbernitas cristalizadas cuadradas o un poco deformadas, y de color verde intenso. Al deshidratarse se convierte en metatorbenita, y obtiene un verde claro. Es bastante fácil confundir la metatorbernita con otros minerales, como por ejemplo la dioptasa,uvarovita,grosularia,piromorfita y mimetesita, para no confundir es mejor utilizar un detector de radiación y la ayuda de un experto mineralogista.
La torbernita fue descrita en 1793 por Abraham Gottlob Werner y nombrada en 1795 por el mineralogista sueco Torbern Olof Bergman.

## Usos
Se utiliza para obtener uranio.

## Precauciones
No es tan radiactivo y peligroso como la uraninita pero lo importante es que nunca se debe ingerir y es preciso mantenerlo fuera del alcance de niños y animales. Si es ingerido causa cáncer y otras enfermedades. Conservar en una caja de plomo aparte. Siempre lavar las manos después de manipular la torbernita o ponerse guantes de laboratorio.

## Yacimientos
Puede hallarse en todos los continentes, el mayor productor es República Democrática del Congo. También en Francia en localidad francesa de Autun, Portugal, América del Norte, España en Badajoz y Galicia.